# Xenosia
Xenosia é um género botânico pertencente à família das orquídeas (Orchidaceae).